# Pannonia (мотоцикли)

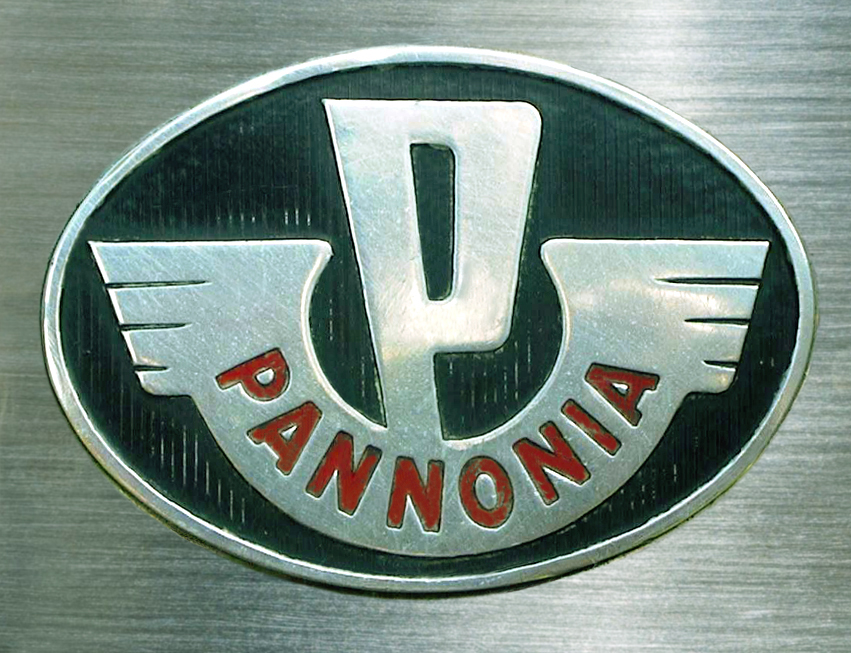
Емблема мотоциклів Pannonia

Pannonia (укр. Паннонія) — марка мотоциклів, що випускалися угорським комбінатом Csepel з 1956 по 1975 роки.

## Історія
Машинобудівний комбінат Csepel (укр. Чепель), що розташований в однойменному передмісті Будапешта, почав виробництво мотоциклів у 1947 році з освоєння копії німецької моделі DKW RT 125. Спочатку мотоцикли носили марку «Csepel». В 1954 році комбінат освоїв нову модель TL 250 з об'ємом двигуна 250 см3. З 1956 року її стали продавати під маркою «Pannonia».
Після модернізації розпочався випуск мотоциклів серій TLT, а потім TLF. Серія TLF мала модифікації: TLB з двома роздільними сідлами і TLD з запалюванням від 60-ватного генератора. З серії TLT розпочався експорт мотоциклів Pannonia до СРСР, який став основним споживачем цих мотоциклів за межами Угорщини. Експорт до СРСР досягав 25 000 мотоциклів на рік.

Перший мотоцикл серії Pannonia — модель TL 250, 1955 рік

Крім СРСР мотоцикли Pannonia постачалися в багато інших країн, включно зі США. Всього на експорт йшло до 70 % продукції.
До початку 1970-х моделі T5 і P10, що були подальшою модернізацією серії TL, застаріли. В зв'язку з цим у 1968 році комбінат за ліцензією освоїв виробництво мотоцикла P20 з двохциліндровим двигуном, що був копією Yamaha YDS-2. Мотоцикл був технічно досить досконалим, але в СРСР відмовились закуповувати такі складні і дорогі мотоцикли. У підприємства виникли проблеми зі збутом продукції. Через це в 1975 році підприємством Чепель було прийнято рішення припинити виробництво мотоциклів.
Всього за період з 1954 по 1975 рік комбінат Чепель виробив більше 600 000 мотоциклів. З них у період з 1956 по 1975 роки 286 959 одиниць було експортовано до СРСР.

## Список моделей
- TL250: 1954—1955
- TLT250: 1956—1957
- TLF(T1)-TLB(T3)-TLD(T2): 1958—1961
- T5: 1964—1975
- P10: 1966—1974
- P20: 1968—1974
- P12: 1974—1975
- P21: 1974—1975

## Галерея

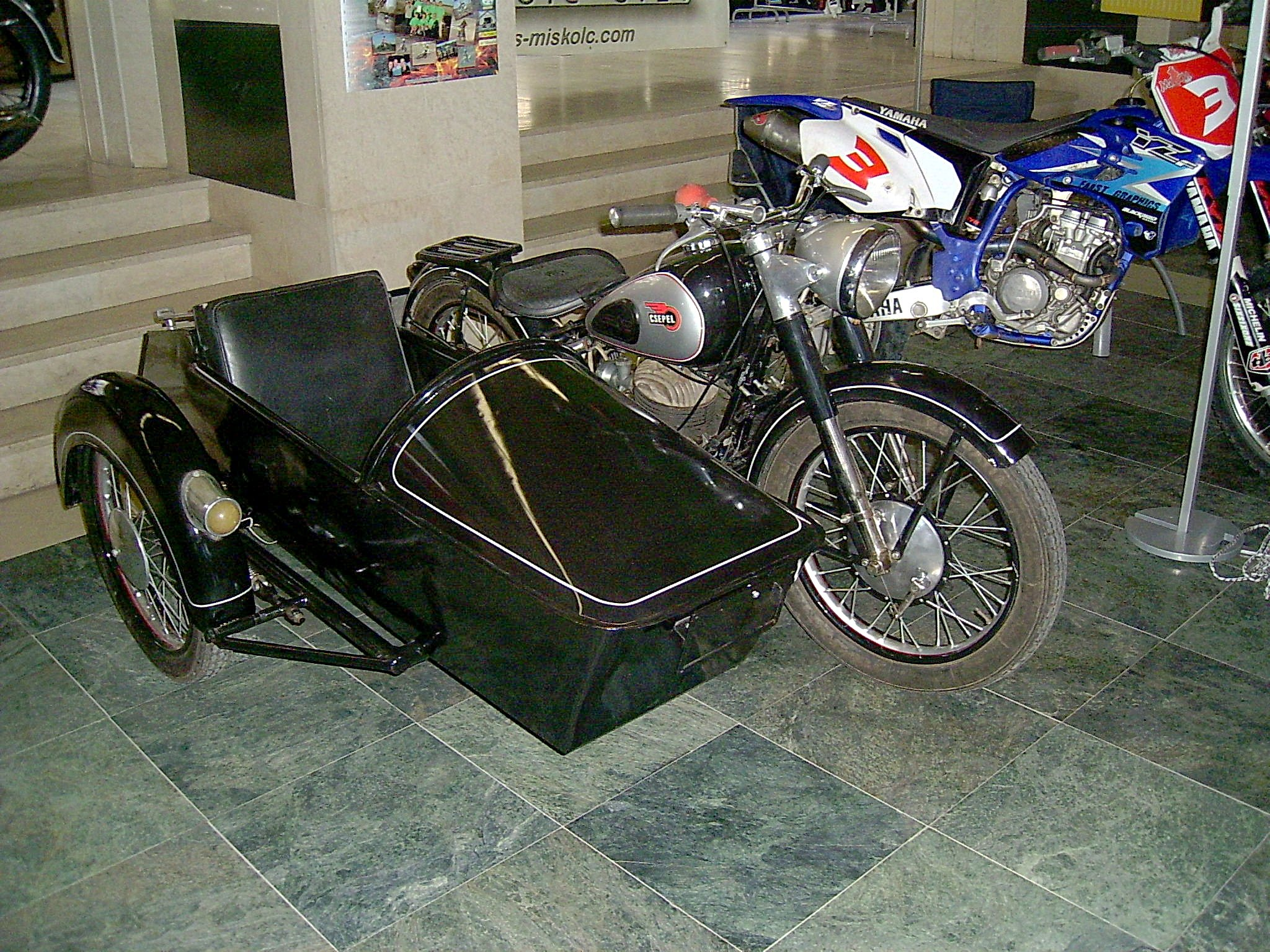
Csepel 250/51 EF
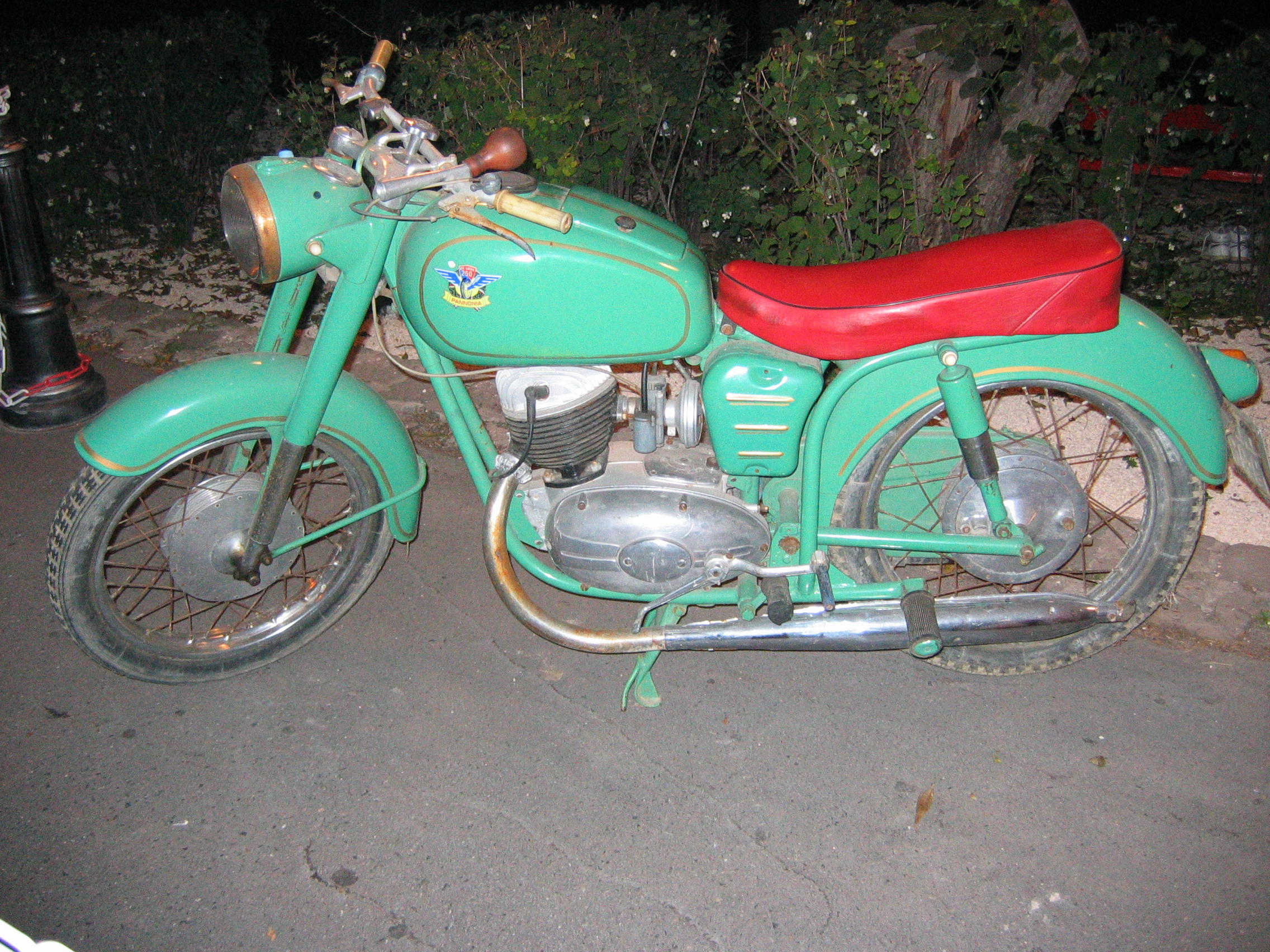
Pannonia TLT 250
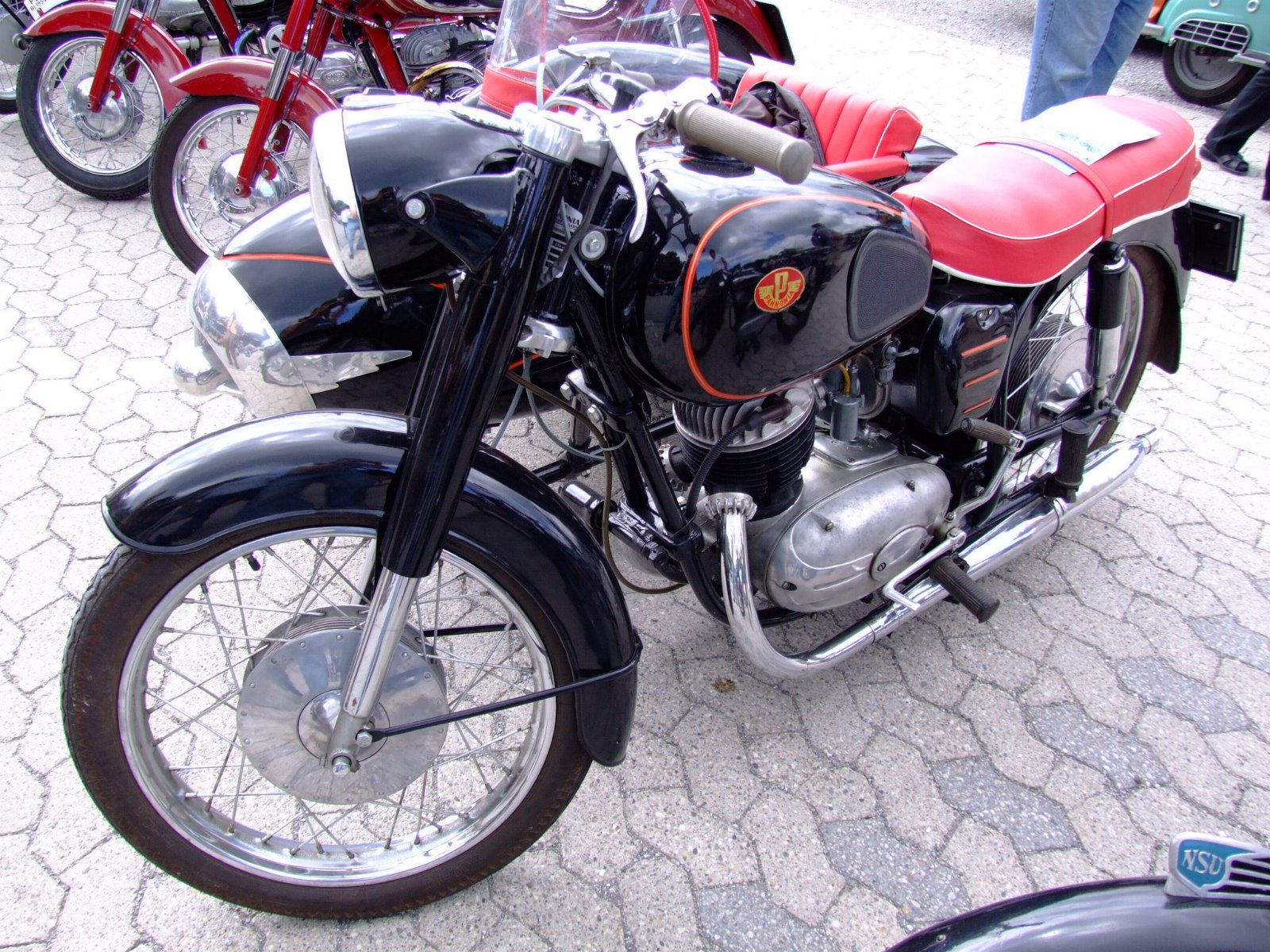
Pannonia 250 T1
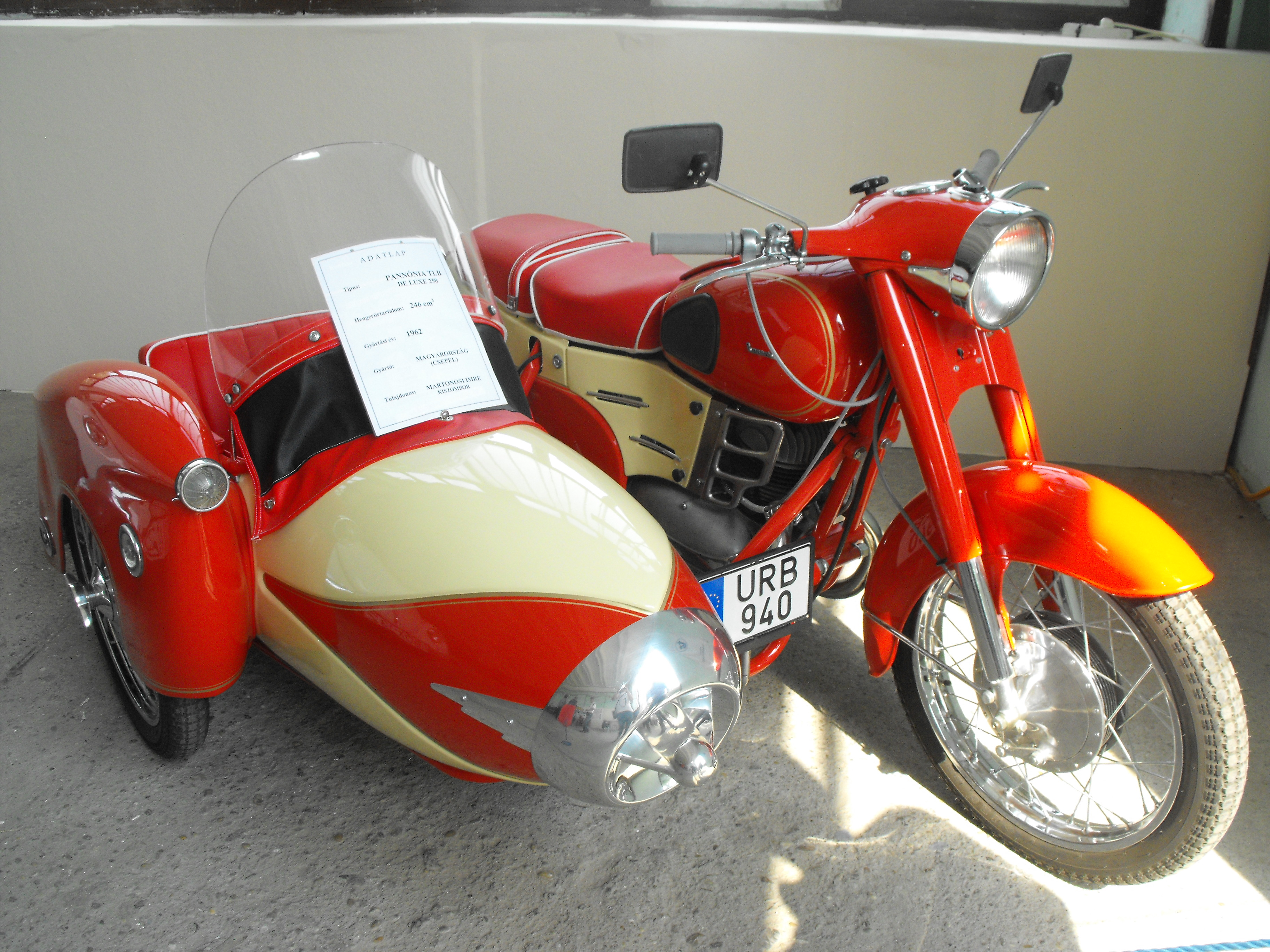
Pannonia TLB De Luxe 250
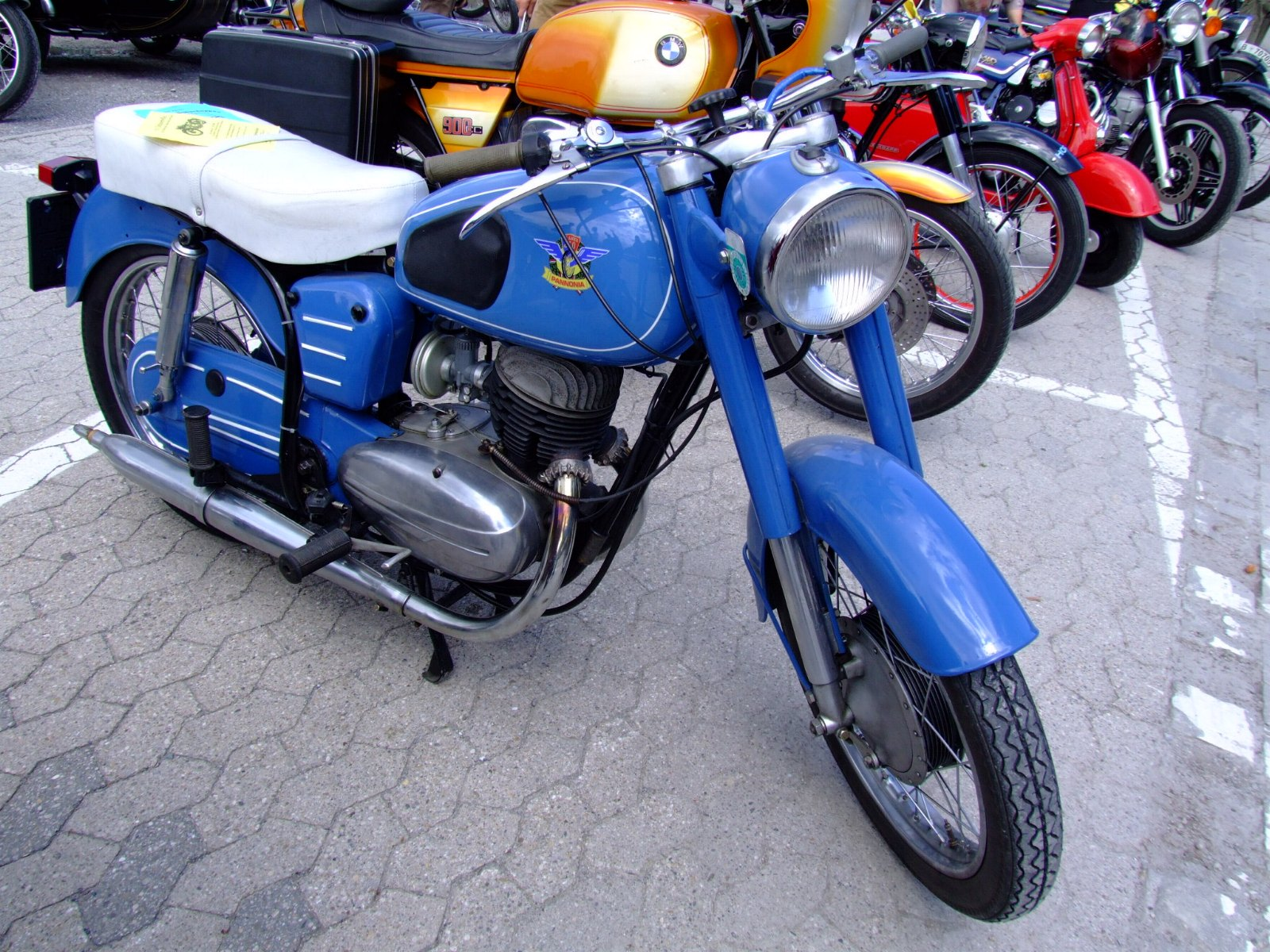
Pannonia 250 T5
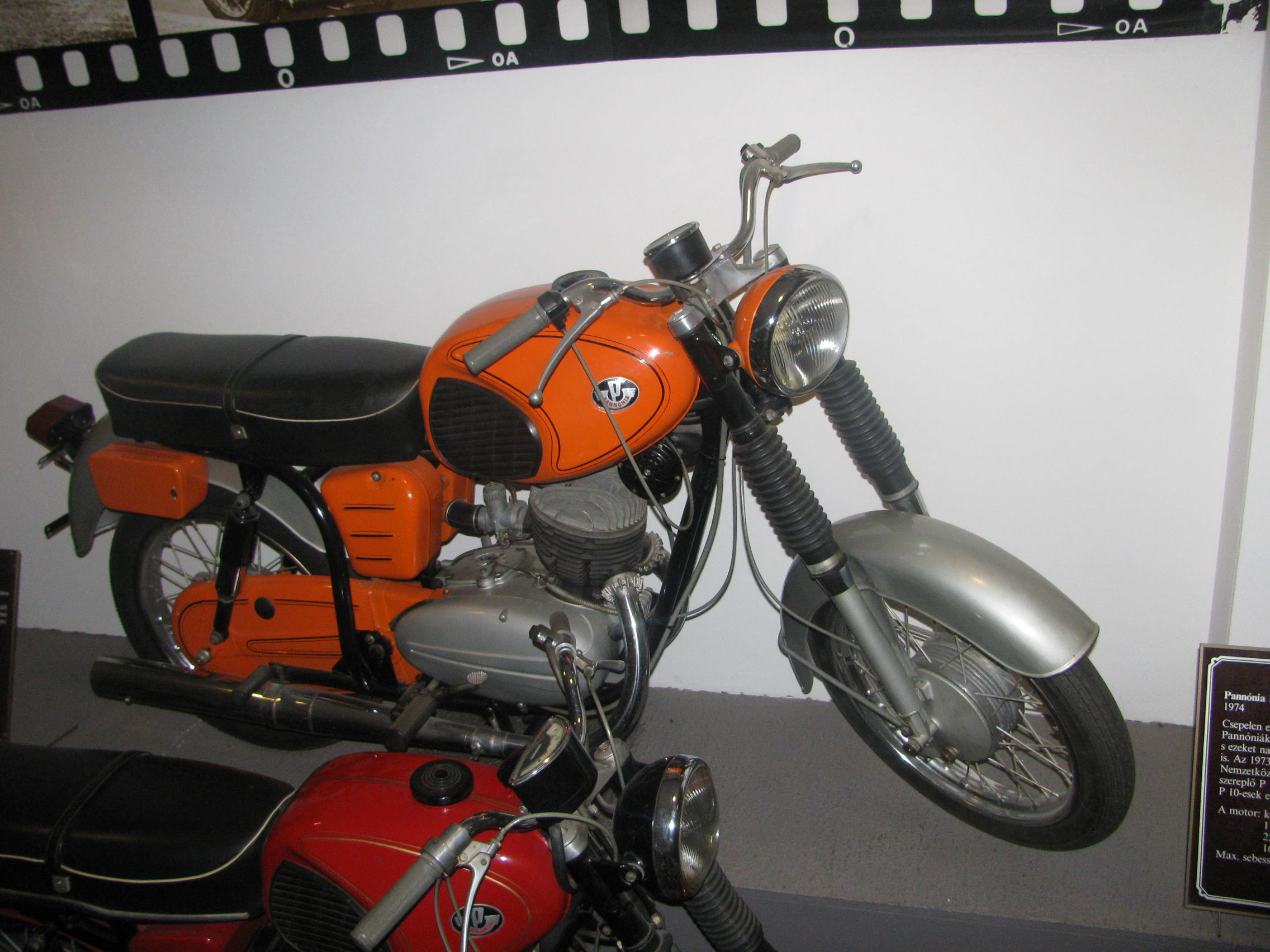
Pannonia P12